# Down St. Mary
Down St. Mary est un village et une paroisse civile du Devon, situé dans l'Angleterre du Sud-Ouest. 